# Гармонійне розфарбування

Гармонійне розфарбування 7-дерева з трьома рівнями з використанням 12 кольорів. Гармонійне хроматичне число цього графа дорівнює 12, оскільки він має 57 ребер, а число пар кольорів дорівнює ncolor*(ncolor-1)/2 >= 57 якщо тільки ncolor>=12. Однак (3/2)*(7+1)=12 (див. формулу Мітчема (Mitchem)).

У теорії графів гармоні́йне розфарбува́ння — це (правильне) розфарбування вершин, за якого будь-яка пара кольорів з'являється на суміжних вершинах не більше одного разу. Гармоні́йне хромати́чне число́ {\displaystyle \chi _{H}(G)} графа {\displaystyle G} — це найменше число кольорів, необхідних для гармонійного розфарбування графа {\displaystyle G}.
Будь-який граф має гармонійне розфарбування, оскільки, щоб його отримати, достатньо розфарбувати кожну вершину в свій колір. Таким чином, {\displaystyle \chi _{H}(G)\leq |V(G)|}. Ясно, що існують графи {\displaystyle G} з {\displaystyle \chi _{H}(G)>\chi (G)} (де χ — хроматичне число). Прикладом є шлях довжини 2, вершини якого можна розфарбувати двома кольорами, але немає гармонійного розфарбування з 2 кольорами.
Деякі властивості {\displaystyle \chi _{H}(G)}:
1. {\displaystyle \chi _{H}(T_{k,3})=\left\lceil {\frac {3(k+1)}{2}}\right\rceil }, де {\displaystyle T_{k,3}} — це повне {\displaystyle k}-арне дерево з 3 рівнями. (Mitchem, 1989)

Гармонійне розфарбування вперше запропонували Гарарі і Плантголт (Harary, Plantholt, 1982). Наразі про цей тип розфарбування відомо мало.